# Llista de monuments de les Valls de Valira
Llista de monuments de les Valls de Valira inclosos en l'Inventari del Patrimoni Arquitectònic Català per al municipi de les Valls de Valira (Alt Urgell). Inclou els inscrits en el Registre de Béns Culturals d'Interès Nacional (BCIN) amb la classificació de monuments històrics, els Béns Culturals d'Interès Local (BCIL) de caràcter immoble i la resta de béns arquitectònics integrants del patrimoni cultural català.
| Monument                                                             | Protecció       | Estil/època            | Localització                                                                   | Coordenades                                          | Codi?         | Imatge |
| -------------------------------------------------------------------- | --------------- | ---------------------- | ------------------------------------------------------------------------------ | ---------------------------------------------------- | ------------- | --- |
| Església de Sant Martí d'Ars                                         | BCIN 415-MH-EN  | Romànic XI             | Les Valls de Valira Ars                                                        | 42° 26′ 41″ N, 1° 23′ 40″ E / 42.444592°N,1.394505°E | IPA-482       | Església de Sant Martí d'Ars (les Valls de Valira) · Vegeu més fotos d'aquest monument · Carregueu una nova foto d'aquest monument                       |
| Campanar de Sant Martí de Bescaran                                   | BCIN 416-MH-EN  | Romànic XI             | Les Valls de Valira                                                            | 42° 24′ 01″ N, 1° 32′ 41″ E / 42.4004°N,1.5447°E     | IPA-483       | Campanar de Sant Martí de Bescaran (les Valls de Valira) · Vegeu més fotos d'aquest monument · Carregueu una nova foto d'aquest monument                 |
| Castell d'Ars, la Seca                                               | BCIN 1719-MH    | Romànic Medieval       | Les Valls de Valira Ars                                                        | 42° 26′ 48″ N, 1° 23′ 49″ E / 42.446801°N,1.396887°E | RI-51-0006533 | Castell d'Ars (les Valls de Valira) · Vegeu més fotos d'aquest monument · Carregueu una nova foto d'aquest monument                                      |
| Torre Colomer de Bescaran                                            | BCIN 1720-MH    | Obra popular XII       | Les Valls de Valira Serradet a dalt del poble de Bescaran                      | 42° 24′ 15″ N, 1° 32′ 43″ E / 42.404226°N,1.545156°E | RI-51-0006534 | Torre Colomer de Bescaran (les Valls de Valira) · Vegeu més fotos d'aquest monument · Carregueu una nova foto d'aquest monument                          |
| Monestir de Sant Serni de Tavèrnoles, Sant Sadurní de Tavèrnoles     | BCIN 4397-MH-EN | Romànic XI             | Les Valls de Valira Anserall                                                   | 42° 22′ 58″ N, 1° 27′ 29″ E / 42.382796°N,1.458183°E | RI-51-0000695 | Monestir de Sant Serni de Tavèrnoles (les Valls de Valira) · Vegeu més fotos d'aquest monument · Carregueu una nova foto d'aquest monument               |
| Església parroquial de Sant Tomàs                                    | BCIL 2005       | Obra popular           | Les Valls de Valira Calbinyà                                                   | 42° 22′ 41″ N, 1° 28′ 05″ E / 42.378100°N,1.468009°E | IPA-15780     | Església parroquial de Sant Tomàs (les Valls de Valira) · Vegeu més fotos d'aquest monument · Carregueu una nova foto d'aquest monument                  |
| Església parroquial de Santa Margarida de Calbinyà                   | BCIL 2005       | Romànic XII            | Les Valls de Valira Calbinyà                                                   | 42° 22′ 39″ N, 1° 27′ 54″ E / 42.377409°N,1.464990°E | IPA-15819     | Església parroquial de Santa Margarida de Calbinyà (les Valls de Valira) · Vegeu més fotos d'aquest monument · Carregueu una nova foto d'aquest monument |
| Església parroquial de Sant Jaume de Llirt                           |                 | Romànic XII            | Les Valls de Valira Llirt                                                      | 42° 22′ 50″ N, 1° 29′ 39″ E / 42.380573°N,1.494272°E | IPA-15822     | Església parroquial de Sant Jaume (les Valls de Valira) · Vegeu més fotos d'aquest monument · Carregueu una nova foto d'aquest monument                  |
| Capella de Sant Pere Somont                                          |                 | Romànic XII            | Les Valls de Valira Ctra. C-1313, km 135, Llirt                                | 42° 21′ 38″ N, 1° 29′ 25″ E / 42.360621°N,1.490314°E | IPA-15823     | Capella de Sant Pere Somont (les Valls de Valira) · Vegeu més fotos d'aquest monument · Carregueu una nova foto d'aquest monument                        |
| Església parroquial de Sant Andreu d'Arcavell                        | BCIL 2010       | Obra popular           | Les Valls de Valira Arcavell                                                   | 42° 25′ 50″ N, 1° 28′ 58″ E / 42.430567°N,1.482889°E | IPA-15825     | Església parroquial de Sant Andreu d'Arcavell (les Valls de Valira) · Vegeu més fotos d'aquest monument · Carregueu una nova foto d'aquest monument      |
| Església vella de Sant Andreu                                        |                 | Romànic XII            | Les Valls de Valira Arcavell                                                   | 42° 25′ 42″ N, 1° 29′ 06″ E / 42.428394°N,1.485044°E | IPA-15826     | Església vella de Sant Andreu (les Valls de Valira) · Vegeu més fotos d'aquest monument · Carregueu una nova foto d'aquest monument                      |
| Capella de Sant Antoni de Pàdua                                      |                 | Obra popular           | Les Valls de Valira Arcavell                                                   |                                                      | IPA-15827     | Carregueu una nova foto d'aquest monument |
| Església parroquial de Sant Roc                                      |                 | Romànic XII            | Les Valls de Valira La Farga de Moles                                          | 42° 25′ 54″ N, 1° 28′ 03″ E / 42.431555°N,1.467432°E | IPA-15829     | Carregueu una nova foto d'aquest monument |
| Església de Santa Llúcia d'Arcavell                                  | BCIL 2008       | Romànic XII            | Les Valls de Valira Prop d'Escàs                                               | 42° 24′ 41″ N, 1° 28′ 37″ E / 42.411483°N,1.477035°E | IPA-15830     | Carregueu una nova foto d'aquest monument |
| Sant Bartomeu                                                        |                 | Obra popular           | Les Valls de Valira Prop d'Ars, camí que duu a Santa Magdalena de Ribalera     | 42° 26′ 41″ N, 1° 23′ 33″ E / 42.444763°N,1.392597°E | IPA-15832     | Carregueu una nova foto d'aquest monument |
| Església parroquial de Sant Joan                                     | BCIL 2011       | Obra popular XVII      | Les Valls de Valira Sant Joan Fumat                                            | 42° 25′ 48″ N, 1° 25′ 18″ E / 42.430114°N,1.421637°E | IPA-15834     | Església parroquial de Sant Joan (les Valls de Valira) · Vegeu més fotos d'aquest monument · Carregueu una nova foto d'aquest monument                   |
| Capella de Sant Jaume i Sant Miquel                                  |                 | Obra popular           | Les Valls de Valira Ministrells                                                | 42° 27′ 03″ N, 1° 24′ 33″ E / 42.450734°N,1.409074°E | IPA-15835     | Carregueu una nova foto d'aquest monument |
| Església parroquial de Santa Agnès                                   | BCIL 2005       | Romànic XII            | Les Valls de Valira La Farrera dels Llops                                      | 42° 25′ 15″ N, 1° 26′ 42″ E / 42.420887°N,1.444981°E | IPA-15837     | Església parroquial de Santa Agnès (les Valls de Valira) · Vegeu més fotos d'aquest monument · Carregueu una nova foto d'aquest monument                 |
| Església parroquial de Sant Romà de Civís                            | BCIL 2005       | Obra popular           | Les Valls de Valira                                                            | 42° 27′ 55″ N, 1° 25′ 20″ E / 42.465316°N,1.422200°E | IPA-15839     | Església parroquial de Sant Romà de Civís (les Valls de Valira) · Vegeu més fotos d'aquest monument · Carregueu una nova foto d'aquest monument          |
| Església parroquial de Sant Pere d'Os de Civís                       | BCIL 2005       | Romànic                | Les Valls de Valira Os de Civís                                                | 42° 30′ 42″ N, 1° 26′ 23″ E / 42.511705°N,1.439695°E | IPA-15841     | Església parroquial de Sant Pere d'Os de Civís (les Valls de Valira) · Vegeu més fotos d'aquest monument · Carregueu una nova foto d'aquest monument     |
| Colomer d'en Jovany                                                  |                 | Obra popular Medieval  | Les Valls de Valira Os de Civís                                                | 42° 30′ 41″ N, 1° 26′ 14″ E / 42.511407°N,1.437341°E | IPA-15842     | Carregueu una nova foto d'aquest monument |
| Església parroquial de Santa Eugènia d'Argolell                      | BCIL 2010       | Romànic XII            | Les Valls de Valira Argolell                                                   | 42° 26′ 07″ N, 1° 26′ 48″ E / 42.435361°N,1.446753°E | IPA-15844     | Església parroquial de Santa Eugènia d'Argolell (les Valls de Valira) · Vegeu més fotos d'aquest monument · Carregueu una nova foto d'aquest monument    |
| Ermita de la Mare de Déu de Feners, Capella de Santa Maria de Feners | BCIL 2011       | Romànic XII            | Les Valls de Valira Argolell                                                   | 42° 26′ 19″ N, 1° 26′ 33″ E / 42.438568°N,1.442580°E | IPA-15845     | Ermita de la Mare de Déu de Feners (les Valls de Valira) · Vegeu més fotos d'aquest monument · Carregueu una nova foto d'aquest monument                 |
| Església parroquial de Santa Eulàlia d'Asnurri                       | BCIL 2011       | Romànic XII            | Les Valls de Valira                                                            | 42° 26′ 45″ N, 1° 25′ 18″ E / 42.445749°N,1.421731°E | IPA-15847     | Església parroquial de Santa Eulàlia d'Asnurri (les Valls de Valira) · Vegeu més fotos d'aquest monument · Carregueu una nova foto d'aquest monument     |
| Església parroquial de Sant Martí de Bescaran                        | BCIL 2010       | Obra popular           | Les Valls de Valira                                                            | 42° 24′ 09″ N, 1° 32′ 39″ E / 42.402463°N,1.544255°E | IPA-15849     | Església parroquial de Sant Martí de Bescaran (les Valls de Valira) · Vegeu més fotos d'aquest monument · Carregueu una nova foto d'aquest monument      |
| Pont d'Anserall                                                      |                 | Obra popular           | Les Valls de Valira Comunica poble d'Anserall amb carretera a Andorra          | 42° 22′ 40″ N, 1° 27′ 23″ E / 42.377854°N,1.456403°E | IPA-15850     | Carregueu una nova foto d'aquest monument |
| Capella de la Mare de Déu de la Soledat                              |                 | Obra popular           | Les Valls de Valira Arduix                                                     | 42° 26′ 42″ N, 1° 26′ 31″ E / 42.445055°N,1.442070°E | IPA-15854     | Capella de la Mare de Déu de la Soledat (les Valls de Valira) · Vegeu més fotos d'aquest monument · Carregueu una nova foto d'aquest monument            |
| Capella de la Mare de Déu de la Salut de Conflent                    |                 | Obra popular           | Les Valls de Valira Bordes de Conflent                                         | 42° 29′ 57″ N, 1° 22′ 22″ E / 42.499043°N,1.372692°E | IPA-15856     | Carregueu una nova foto d'aquest monument |
| Búnquers d'Arcavell                                                  |                 | Obra popular XX Mitjan | Les Valls de Valira Prop del poble d'Arcavell, a la pista en direcció Bescaran | 42° 25′ 17″ N, 1° 28′ 23″ E / 42.421513°N,1.473140°E | IPA-36701     | Búnquers d'Arcavell (les Valls de Valira) · Vegeu més fotos d'aquest monument · Carregueu una nova foto d'aquest monument                                |
| Molí d'Ars                                                           |                 | Obra popular XIX       | Les Valls de Valira Direcció la Seu d'Urgell, a l'entrada d'Ars                |                                                      | IPA-43204     | Carregueu una nova foto d'aquest monument |
| Molí de Bescaran                                                     |                 | Obra popular           | Les Valls de Valira C. Canal, Bescaran                                         | 42° 24′ 13″ N, 1° 32′ 34″ E / 42.40369°N,1.54277°E   | IPA-43207     | Carregueu una nova foto d'aquest monument |
| Molí de Cal Vidal d'Arcavell, Molí de Cal Ricard d'Arcavell          |                 | Obra popular XX        | Les Valls de Valira Arcavell                                                   |                                                      | IPA-43208     | Carregueu una nova foto d'aquest monument |
| Molí de Cal Ferrer d'Anserall                                        |                 | Obra popular XX        | Les Valls de Valira Cal Ferrer, Anserall                                       |                                                      | IPA-43209     | Carregueu una nova foto d'aquest monument |
| Molí de Cal Trullar                                                  |                 | Obra popular XIX       | Les Valls de Valira Els Pallers del Trullar, torrent de Botars                 |                                                      | IPA-50942     | Carregueu una nova foto d'aquest monument |